# Gigantes de Carolina (pallacanestro maschile)
I Gigantes de Carolina sono una società cestistica avente sede a Carolina, a Porto Rico. Fondati nel 1971, hanno giocato nel campionato portoricano. Si sono sciolti nel 2009 per tornare poi nel 2021.

## Palmarès
- Campionati portoricani: 1

2023